# 哔叽

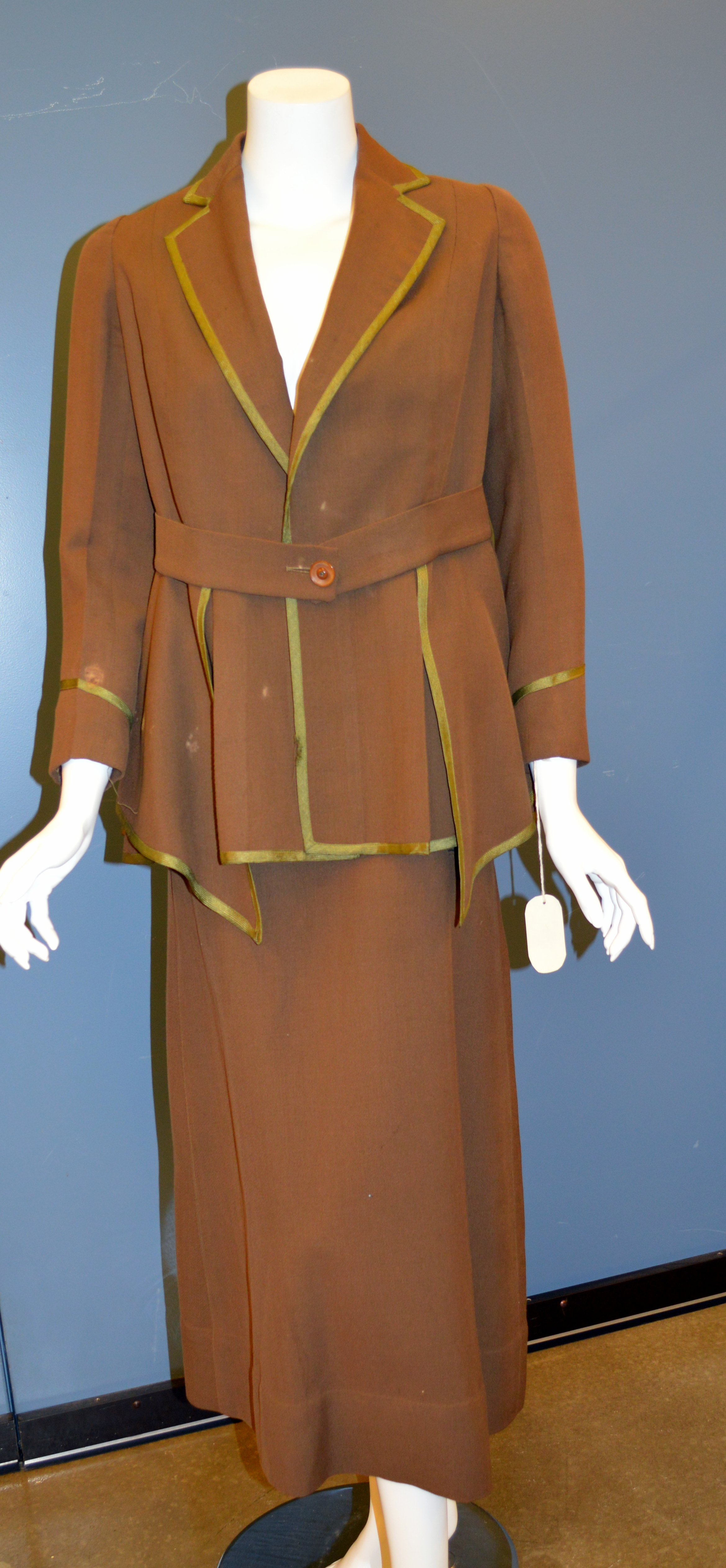
A serge suit.

哔叽是一种纺织品的名稱，屬於一種綾布，在布的前後兩面都有兩上、兩落的梭织斜纹，而且表面光洁，质地较厚而软，通常为素色。這種精紡織物用於製作各種军服、西裝、風衣和塹壕大衣等服裝。它的對應物，丝绸嗶嘰，通常用於襯裡。法國嗶嘰是一種更柔軟、更精緻的品種。這個詞也用於高品質的機織 羊毛纺织品。

## 語源
“哔叽”来源于法语的“米色”（beige），但在英语並不叫作，而是则称之为；而這個名稱又源自古法語的、脫胎自拉丁语的 、以及古希臘語的 （serikos），意思就是「絲質」的意思。有民間傳言以丝绸制的哔叽由中国人发明。。

## 歷史
歷史上早期出現的嗶嘰都屬於絲綢嗶嘰。在查理曼大帝的墳墓中發現了一塊染有拜占庭圖案的絲綢嗶嘰，這顯然是公元8世紀至9世紀來自拜占庭宮廷的禮物，這表明絲綢嗶嘰、希臘和法國的早期聯繫。這個名稱也指一種於文藝復興早期在佛羅倫薩或其周邊地區生產的一種斜紋絲綢，用於修院文士的法衣。在著名文學作品《堂吉诃德》有這麼一句引用：
I am more pleased to have found it than anyone had given me a Cassock of the best Florentine serge
 (The Curate, Book I, Chapter VI).
牛仔布是一種有類似織法，但只使用棉花的紡織物。這種布在歐洲叫作，估計來源於法語的簡稱，因為這種布最初在法國南部的尼姆（Nîmes）生產。

## 參看
- 斜紋布
- Tweed（英语：Tweed (cloth)）
- Red Serge（英语：Red Serge）

## 外部連結
- Images from World History: Early Byzantine history (7–11th c. A.D.)